# 烟台北极星国有控股
煙台北極星國有控股有限公司，簡稱煙台北極星國有控股，以及煙台北極星（英語：YANTAI POLARIS STATE-HOLDING CO., LTD.），在1915年，由李东山，於煙台（總部）成立前身「宝时造钟厂」。
主要股東為烟台市人民政府国有资产监督管理委员会。
董事長及首席執行官為张兆基。主要在國內和全球經營銷售和生產「北極星」錶類產品、机械、电子和木业等行業。
在2013年1月底，煙台北極星國有控股以14.1万元人民幣，出售旗下烟台北极星华晶宝石有限责任公司，賣方為烟台顺兴商贸有限公司，這次交易是專注核心業務，包括鐘錶行業。

## 連結
- polaris.cn （页面存档备份，存于）